# Giovanni Battista Riccioli
Giovanni Battista Riccioli (né le 17 avril 1598 à Ferrare et mort le 25 juin 1671 à Bologne) est un jésuite italien et un astronome. Il enseigne à l'université de Pavie et à celle de Bologne. Il est à l'origine de la nomenclature de la face visible de la Lune que nous utilisons toujours.

## Biographie
Giovanni Battista Riccioli nait à Ferrare le 17 avril 1598, et entre dans la Compagnie de Jésus le 6 octobre 1614, à l'âge de seize ans. Après avoir terminé son noviciat, il commence à étudier les sciences humaines en 1616, poursuivant ses études d'abord à Ferrare, puis à Plaisance. De 1620 à 1628, il étudie la philosophie et la théologie au Collège de Parme. Les jésuites de Parme avaient développé un solide programme d'expérimentation, notamment sur la chute de corps. L'un des jésuites italiens les plus célèbres de l'époque, Giuseppe Biancani (1565–1624), enseigne à Parme lorsque Riccioli y arrive. Riccioli évoque Biancani avec gratitude et admiration. En 1628, les études de Riccioli sont terminées et il est ordonné par les jésuites. Il demande alors à devenir missionnaire, mais cette requête est rejetée. Au lieu de cela, la Compagnie lui demande d'enseigner la logique, la physique et la métaphysique de 1629 à 1632 à Parme. Il se livre concomitamment à des expériences avec des corps et des balanciers qui tombent. En 1632, Riccioli devient membre d'un groupe chargé de la formation de jeunes jésuites, parmi lesquels Daniello Bartoli. En 1635 il est de retour à Parme, où il enseigne la théologie et effectue également sa première observation importante de la Lune. En 1636, il est envoyé à Bologne comme professeur de théologie. Finalement, ses supérieurs dans l'ordre jésuite l'assignent officiellement à la recherche astronomique. Cependant, il continue également à écrire sur la théologie. Riccioli construit un observatoire astronomique à Bologne au Collège de Sainte-Lucie, équipé de nombreux instruments pour les observations astronomiques. En 1650, il est le premier à noter que Mizar est une étoile double. Il reçoit un prix de Louis XIV en reconnaissance de ses activités et de leur pertinence pour la culture contemporaine. En compagnie du père Francesco Grimaldi, il étudie les accidents du relief lunaire et leur attribue des noms. Riccioli continue à publier sur l'astronomie et la théologie jusqu'à sa mort. Il meurt à Bologne à 73 ans.

## Théories scientifiques

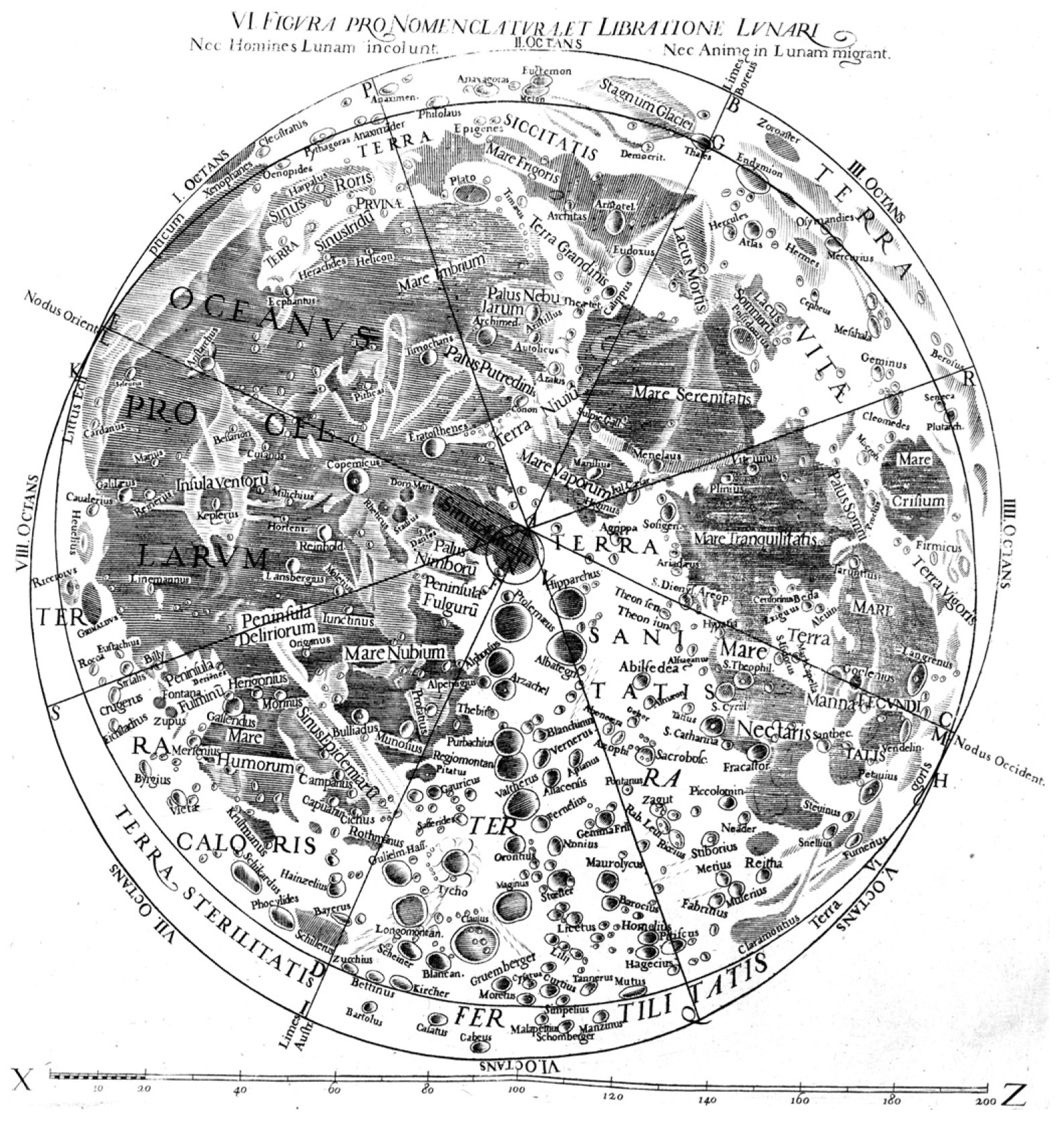
La carte de la Lune publiée dans l’Almagestum novum de Giovanni Battista Riccioli (1651).

En 1651, Riccioli publie un ouvrage Almagestum novum, où il remet en question le système héliocentrique de Copernic. Il attaque ce système par tous les arguments qu’il peut imaginer : mais, à la manière dont il en parle, on croirait, dit Delambre, entendre un avocat chargé d’office d’une mauvaise cause, et qui fait tous ses efforts pour la perdre. Le jésuite convient qu’envisagé comme une hypothèse, le système de Copernic est le plus beau, le plus simple et le mieux imaginé. Néanmoins, dès qu’il ne l'adopte pas, il fallait bien y en substituer un autre : celui de Ptolémée n’était plus soutenable ; ceux de Tycho et de Rheita avaient leurs difficultés : il proposa de faire tourner la Lune, le Soleil, Jupiter et Saturne, immédiatement autour de la Terre ; Mercure, Vénus et Mars ne devaient être que des satellites du Soleil. Il ne tenait d’ailleurs pas beaucoup à cet arrangement : pour expliquer les irrégularités du mouvement de la Lune, après avoir montré les inconvénients de tous les systèmes précédents, il propose le sien, non comme vrai, mais comme très simple. Riccioli fut aidé dans ses observations par le P. Francesco Maria Grimaldi, son disciple et son ami le plus cher. Sentant combien était défectueuse l’astronomie que nous avaient laissé les anciens, il conçut le hardi projet d’établir, sur de nouvelles bases, cette science et celles qui en dépendent, et il jeta, dans son Almagestum novum, les fondements de cet immense travail. Il comprit qu’une pareille réforme devait commencer par la mesure de la Terre, dont le premier élément était une métrologie comparée, afin d’analyser, sur une échelle commune, les diverses tentatives faites jusqu’alors. Profitant de la facilité que lui donnaient les collèges de son ordre, répandus dans tous les états catholiques et dans les missions, il se fit envoyer en nature la longueur du pied, ou de la mesure élémentaire de chaque pays, et il en composa la première métrologie réelle qu’on eût encore vue, tout ce qu’on avait publié jusqu’alors, en ce genre, n’étant fondé que sur des rapports vagues ou compilés sans critique. Mais Riccioli eut la mal-adresse de prendre pour type l’ancien pied romain, mesure dont la longueur précise peut toujours souffrir quelque discussion : aussi son travail métrologique est demeuré oublié. Ce jésuite n’a pas été plus heureux dans sa mesure de la Terre. La critique qu’il fait de la mesure exécutée par Snellius, n’a rien d’exagéré: mais sa propre mesure, dont il s’occupa de 1644 à 1656, entreprise par un procédé absolument différent, et qui ne pouvait offrir alors d’exactitude, vu les irrégularités des illusions de la réfraction horizontale, si peu connues même aujourd’hui, lui donna un résultat encore plus défectueux que celui de Snellius. Il fut plus heureux dans ses travaux sur la Lune, qu’il observa longtemps avec une excellente lunette de quinze pieds : il porta jusqu’à six cents le nombre des taches qu’il y découvrit, et dont il publia la description : Langren n’en avait compté que deux cent soixante-dix, et Hevelius cinq cents cinquante. La nomenclature de Riccioli a prévalu sur celle de ce dernier ; et l’on s’en sert encore aujourd’hui. Scheiner et Rheita n’avait donné que des ébauches de la figure de la Lune : celle que donne Riccioli est bien supérieure. Ses remarques sur la libration, si imparfaitement connue par Hevelius, composeraient à elles seules, un volume. On doit lui rendre la justice qu’il avait multiplié ses expériences sur les oscillations du pendule, avant d’avoir lu le livre de Galilée. Il entrevit même l’anneau de Saturne, en faisant observer que les deux appendices dont le disque de cette planète était accompagné, formaient une espèce d'ellipse : il ne restait qu’un mot à dire pour définir l’anneau de Saturne ; mais ce mot fut dit par Huygens. Le plus grand tort du P. Riccioli fut d’avoir méconnu l’importance des découvertes de Kepler : il était prévenu contre lui, à cause que cet astronome allemand doutait de l'éclipse miraculeuse arrivée à la mort de Jésus-Christ. Malgré ses erreurs, on ne peut nier que Riccioli n’ait rendu d’immenses services, tant à l’astronomie qu’à la géographie et à la chronologie. Il prit la défense de la réforme grégorienne, dont l’exactitude était contestée par Francesco Levera, et il publia, sous le nom de Michel Manfredi : Vindiciæ kalendarii Gregoriani, Bologne, 1661, in-fol., ouvrage qui reçut l’approbation de Cassini.

## Œuvres

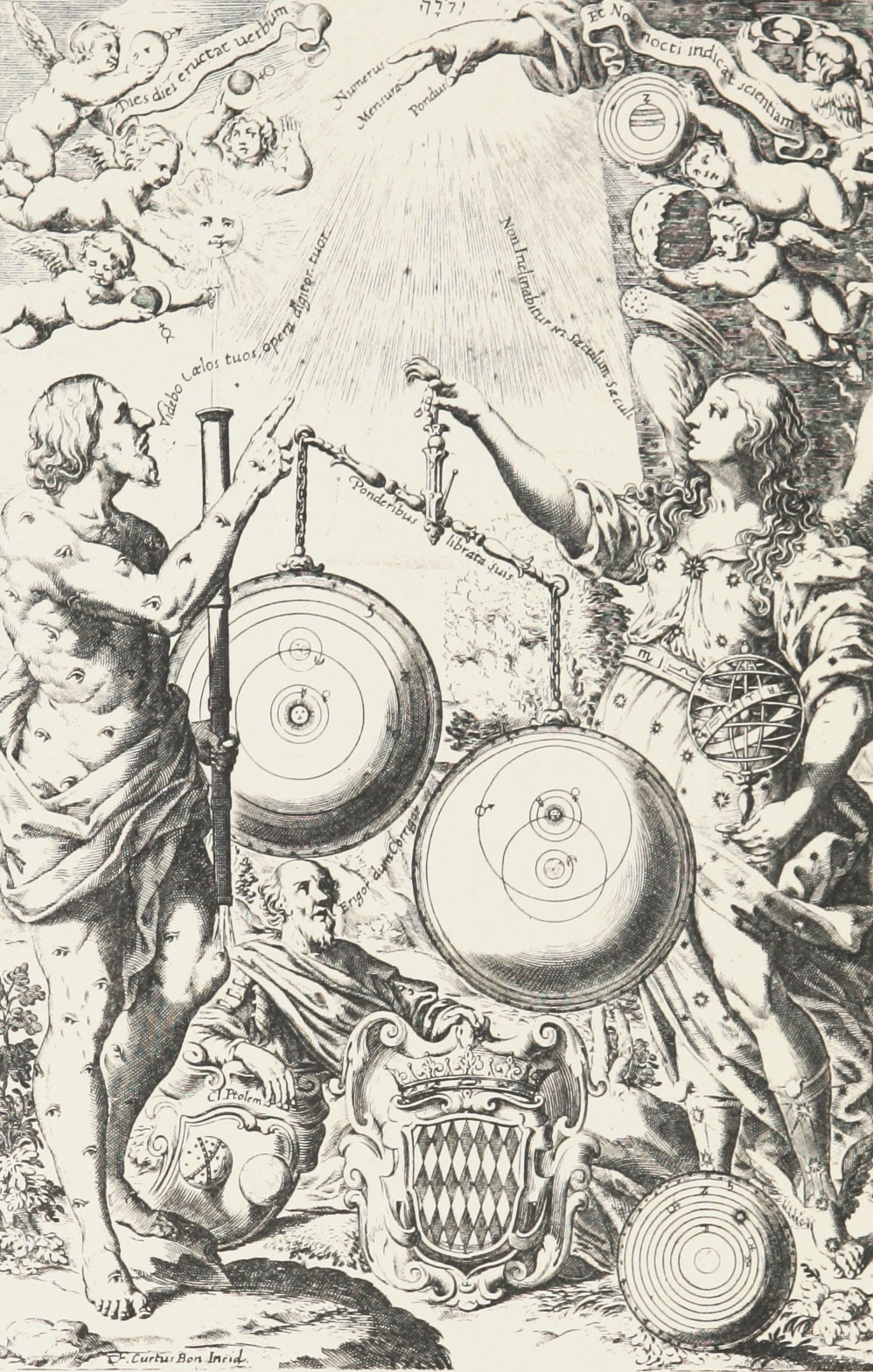
Le frontispice de l’Almagestum Novum de 1651. Uranie tient une balance (réminiscence de Copernic), et le système de Tycho l'emporte sur celui de Copernic. Un homme couvert d'yeux sur tout son corps symbolise sans doute l'astronome par excellence. Ptolémée est à terre avec son système. On voit dans le ciel que la lunette astronomique avait déjà révélé les montagnes lunaires, les bandes de Jupiter, l'anneau de Saturne, ainsi que les phases de Mercure et de Vénus.

On trouve le Catalogue de ses Ouvrages dans la Bibliotheca soc. Jesu, p. 416 ; nous nous contenterons de citer les principaux :
- l’Almagestum novum, astronomiam veterem novamque complectens, Bologne, 1651, 2 vol. in-fol. « Cet ouvrage est un trésor d’érudition astronomique ; il contient 1500 pag., et 10,565,100 lettres. Les astronomes en font un usage continuel[9] » ; et Lalande le cite sans cesse dans son Astronomie. On y trouve (tome I, pag. 361-385) la liste et la discussion de toutes les éclipses citées par les historiens, depuis celle qui eut lieu à la naissance de Romulus (an 772 av. J.-C.) jusqu’à l’an 1647.
- Astronomia reformata, ibid., 1665, 2 tomes in-fol. On doit joindre cet ouvrage au précédent ; mais il est beaucoup plus rare. Il est plus important, par les observations qu’il renferme[10]. On peut voir aussi des remarques l’on utiles sur la véritable date de quelques éclipses falsifiées par les auteurs qui en ont parlé[11].
- Geographiæ et hydrographiæ reformatæ libri XII, ibid., 1661, in-fol. ; plein de savantes recherches. Cet ouvrage n’est pas moins important que les précédents ; et Wolf l’appelle Opus præstantissimum, in hoc scientiarum genere ferè unicum. On y distingue, pag. 388 à 409, une table de toutes les longitudes et latitudes observées, ou déduites des meilleures observations. Cette table, contenant environ 2700 articles, est extrêmement remarquable. Les longitudes les plus erronées qu’elle renferme, ne s’écartent pas de plus de sept ou huit degrés, de celles que l'on connaît aujourd’hui[12]. C'est donc faute d’examiner l’histoire des découvertes géographiques, que l’on répète encore, d’après Fontenelle[13], que Guillaume Delisle, dans ses cartes générales, publiées en 1699, raccourcit de trois cents lieues la longueur de la Méditerranée, et de cinq cents celle que l'on donnait à l'Asie. Cette dernière rectification était faite depuis près de quarante ans par Riccioli[14]; et quant à la longueur de la Méditerranée, que les cartes précédentes supposaient de onze cent soixante lieues, Riccioli, qui la réduisait à huit cent quatre-vingt-deux, ne s’écartait que de quarante-cinq lieues de ce que lui donnent les cartes actuelles[15]. Cette inexactitude de 7° 13' en longitude, dans laquelle Riccioli tombait encore en 1672, semblera peu étonnante en comparaison d’une erreur d’environ sept degrés sur la longitude d'Erzurum, qui, plus d’un siècle après, était encore admise de confiance, et reproduite, chaque année, dans la Connaissance des temps, jusqu’en 1780![16] Si l’ouvrage de Riccioli eût été accompagné d’une collection de cartes, dressées d’après sa table de longitudes et de latitudes, il est à croire que la révolution opérée dans la géographie par Guillaume Delisle, aurait eu lieu trente ou quarante ans plus tôt : mais destitué de cet accessoire, cet important travail est demeuré inaperçu.
- Chronologia reformata et ad certas conclusiones redacta, Bologne, 1669, 3 part. in-fol. L’auteur expose, avec de grands détails, ce qui concerne les calendriers et les ères des diverses nations : il у discute (pag. 292) soixante-dix systèmes différents sur l’année du monde où est né Jésus-Christ ; et il trouve, d’après la Vulgate, et la Bible hébraïque, l’an 4184 : mais il préfère l’évaluation de 5634, d'après la version des Septante. La deuxième partie contient une chronique des événements, année par année, depuis la Création (dont le premier jour répond au dimanche Ier mai de l’année julienne 5634 av. J.-C.), jusqu’à l’an 1668. La troisième partie contient les listes chronologiques des souverains des divers états, des patriarches, des conciles, des hérésies, etc. suivies, sous le titre de Tomus quartus, de trois amples tables alphabétiques des personnages et des événements, avec les renvois aux années. Cet ouvrage, peu consulté aujourd’hui, (quoique des commentateurs de la Bible - V. la Bible de Vence - donnent encore la Chronologie de Riccioli corrigée, parallèlement avec celle d’Ussher) attira quelques désagréments à l'auteur, peut-être à cause de la préférence qu'il accordait à la version des Septante sur la Vulgate. On lui imposa une pénitence à laquelle il se soumit avec la plus édifiante résignation. Son livre est d’ailleurs rédigé à-peu-près sur le même plan que les Tablettes chronologiques de Lenglet Du Fresnoy, qui, par la commodité de leur format, durent avoir beaucoup plus de succès : il n’est donc pas étonnant que ce critique, parlant de la Chronologia reformata, dise que son auteur exécute moins qu’il ne promet, et que l’on y trouve beaucoup de choses communes avec quelques-unes d’utiles. L’abbé Barotti a inséré une bonne Notice sur la vie et les Ouvrages du P. Riccioli, dans ses Memorie istoriche de’ letterati Ferraresi (Ferrare, 1793, tome II, pag. 270, et suivantes.)

### Astronomie
- Geographicae crucis fabrica et usus ad repraesentandam… omnem dierum noctiumque ortuum solis et occasum, Bologne (1643) ;
- Almagestum novum astronomiam veterem novamque complectens observationibus aliorum et propriis novisque theorematibus, problematibus ac tabulis promotam, tomes I-III, Bologne (1651) ;
  - Alain Philippe Segonds, traduction du livre III (De sole), chapitre XXXII, de l' Almagestum novum astronomiam veterem novamque complectens, observationibus aliorum, et propriis novisque theorematibus, problematibus ac tabulis promotam. In tres tomos distributam (Bologne, 1651), vol. I, 179-182, dans Denis Savoie, « L’aspect gnomonique de l'œuvre de Fouchy : La méridienne de temps moyen », Revue d'histoire des sciences, vol. 61-1, 2008, p. 51–61.
- Geographiae et hydrographiae reformatae libri duodecim, Bologna 1661 (2e édition, Venise, 1672) ;
- Astronomia reformata, tomes I-II, Bologne (1665) ;
- Vindiciae calendarii Gregoriani adversus Franciscum Leveram[17], Bologne (1666) ;
- Apologia R.P.Io. Bapt. Riccioli Societatis Iesu pro argumento physicomathematico contra systema Copernicanum, Venise (1669) ;
- Chronologiae reformatae et ad certas conclusiones redactae tomus primus, tomes I-III, Bologne (1669) ;
- Tabula latitudinum et longitudinum, Vienne (1689).

### Théologie
- Evangelium unicum Domini nostri Jesu Christi ex verbis ipsis quatuor Evangelistarum conflatum…, Bologne 1667;
- Immunitas ab errore tam speculativo quam practico definitionum S. Sedis Apostolicae in canonizatione Sanctorum…, Bologne 1668;
- De distinctionibus entium in Deo et in creaturis tractatus philosophicus ac theologicus, Bologne 1669.